# Āshti
Āshti är en ort i Indien.   Den ligger i distriktet Jalna och delstaten Maharashtra, i den centrala delen av landet, 1 000 km söder om huvudstaden New Delhi. Āshti ligger 441 meter över havet och antalet invånare är 13 084.
Terrängen runt Āshti är platt, och sluttar söderut. Runt Āshti är det ganska tätbefolkat, med 179 invånare per kvadratkilometer. Det finns inga andra samhällen i närheten. Trakten runt Āshti består till största delen av jordbruksmark.